# Caridade (Sao Tomé-et-Principe)
Ne doit pas être confondu avec Caridade.
Caridade est une localité de Sao Tomé-et-Principe située à l'est de l'île de São Tomé, dans le district de Cantagalo. C'est une ancienne roça.

## Population
Lors du recensement de 2012, 128 habitants y ont été dénombrés.

## Roça
Située sur un promontoire d'où l'on aperçoit l'océan et les autres roças, elle est pratiquement détruite.